# NGC 1040
NGC 1040 = NGC 1053 ist eine Linsenförmige Galaxie vom Hubble-Typ S0 im Sternbild Perseus am Nordsternhimmel. Sie ist schätzungsweise 219 Millionen Lichtjahre von der Milchstraße entfernt und hat einen Durchmesser von etwa 110.000 Lichtjahren. Vom Sonnensystem aus entfernt sich die Galaxie mit einer errechneten Radialgeschwindigkeit von näherungsweise 4.800 Kilometern pro Sekunde. Gemeinsam mit PGC 213068 bildet sie ein optisches Galaxienpaar.
Das Objekt wurde am 9. Dezember 1871 von Édouard Stephan entdeckt.

## Galaktisches Umfeld
| Nr. | Galaxie           | Alternativname          | Rek           | Dek           | Distanz/asec |
| --- | ----------------- | ----------------------- | ------------- | ------------- | ------------ |
| →   | NGC 1040/NGC 1053 | PGC 10298               | 02h43m12.44s  | +41d30m02.2s  | 0            |
| 1   | LEDA/PGC 213068   | UGC 2187                | 02h43m12.199s | +41d30m52.17s | 50.30        |
| 2   | LEDA/PGC 10312    | UGC 2194                | 02h43m26.66s  | +41d24m24.4s  | 373.58       |
| 3   | LEDA/PGC 2182804  | 2MASX J02424050+4132556 | 02h42m40.506s | +41d32m55.67s | 398.50       |
| 4   | LEDA/PGC 10345    | CGCG 539-087            | 02h43m54.48s  | +41d26m40.5s  | 513.55       |
| 5   | LEDA/PGC 3087893  | 2MASX J02440658+4138477 | 02h44m06.591s | +41d38m48.39s | 803.70       |
| 6   | LEDA/PGC 2185547  | 2MASX J02435462+4142336 | 02h43m54.60s  | +41d42m33.7s  | 888.20       |
| 7   | LEDA/PGC 2179906  | 2MASX J02415984+4121396 | 02h41m59.84s  | +41d21m39.6s  | 959.54       |
| 8   | LEDA/PGC 2179615  | 2MASX J02420038+4120336 | 02h42m00.40s  | +41d20m33.9s  | 989.14       |